# Joseph Hauber

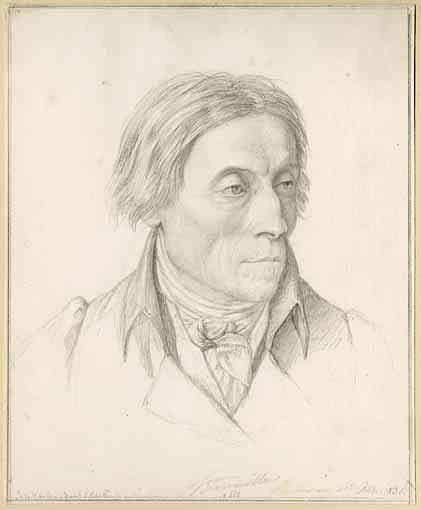
Joseph Hauber (1831)

Joseph Hauber (* 14. März 1766 in Geratsried; † 23. Dezember 1834 in München) war ein deutscher Maler, der zu seiner Zeit besonders als Maler von Altarbildern geschätzt wurde, während er heute vor allem durch seine Porträts im Biedermeierstil und im klassizistischen Stil bekannt ist.

## Leben
Nach einer Malerlehre in Rettenberg studierte er kurzzeitig Kunst an der Akademie der bildenden Künste in Wien. Ab dem Jahr 1785 lebte und arbeitete er in München und heiratete 1794 Katharina Millbaur. Aus dieser Ehe gingen 11 Kinder hervor. 1797 wurde er Professor an der Zeichenakademie und 1808 an der neu gegründeten Münchner Akademie der bildenden Künste.

## Werke (Auswahl)

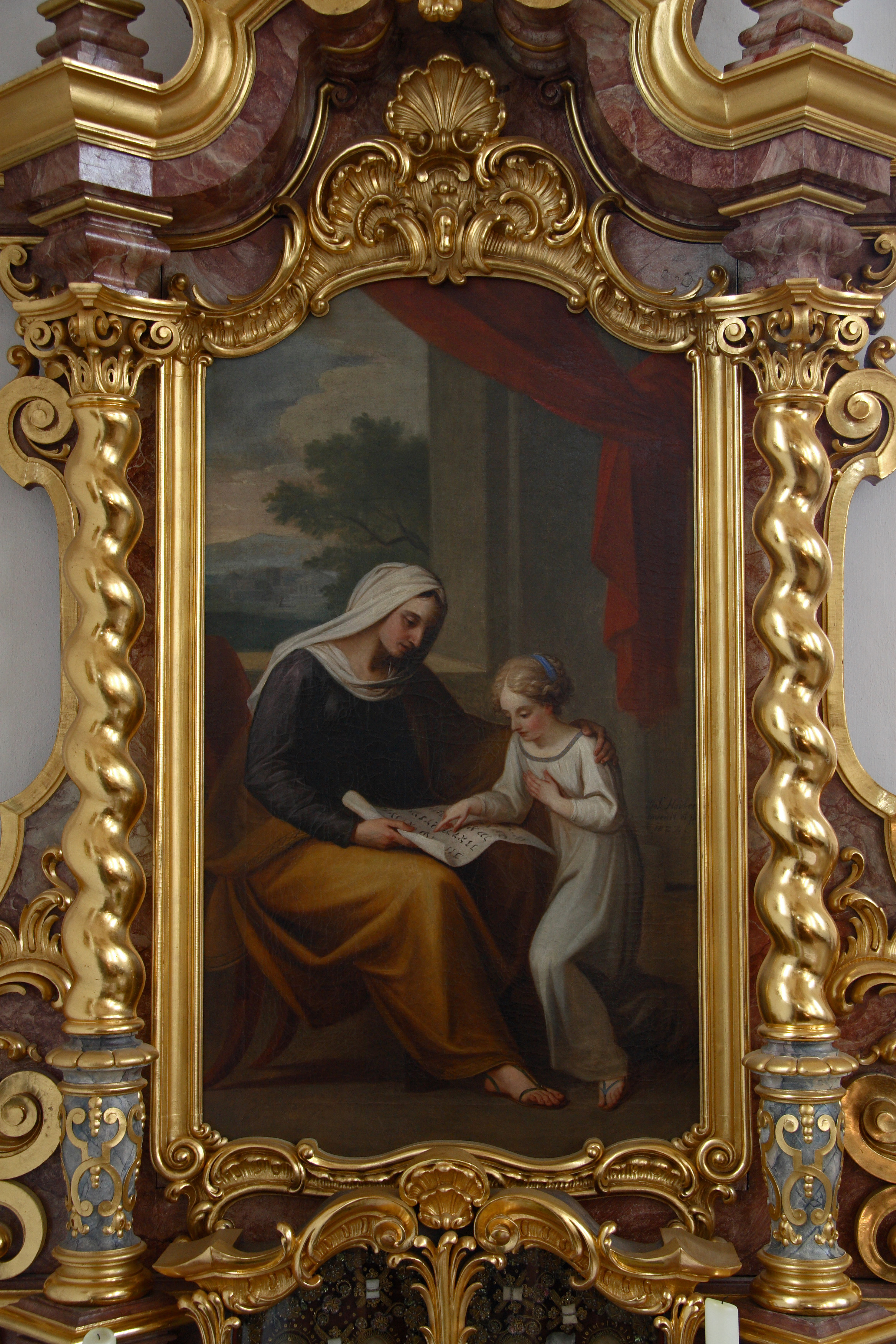
Altarbild von Joseph Hauber im Seitenaltar der Pfarrkirche St. Vitus in Iffeldorf, signiert 1822

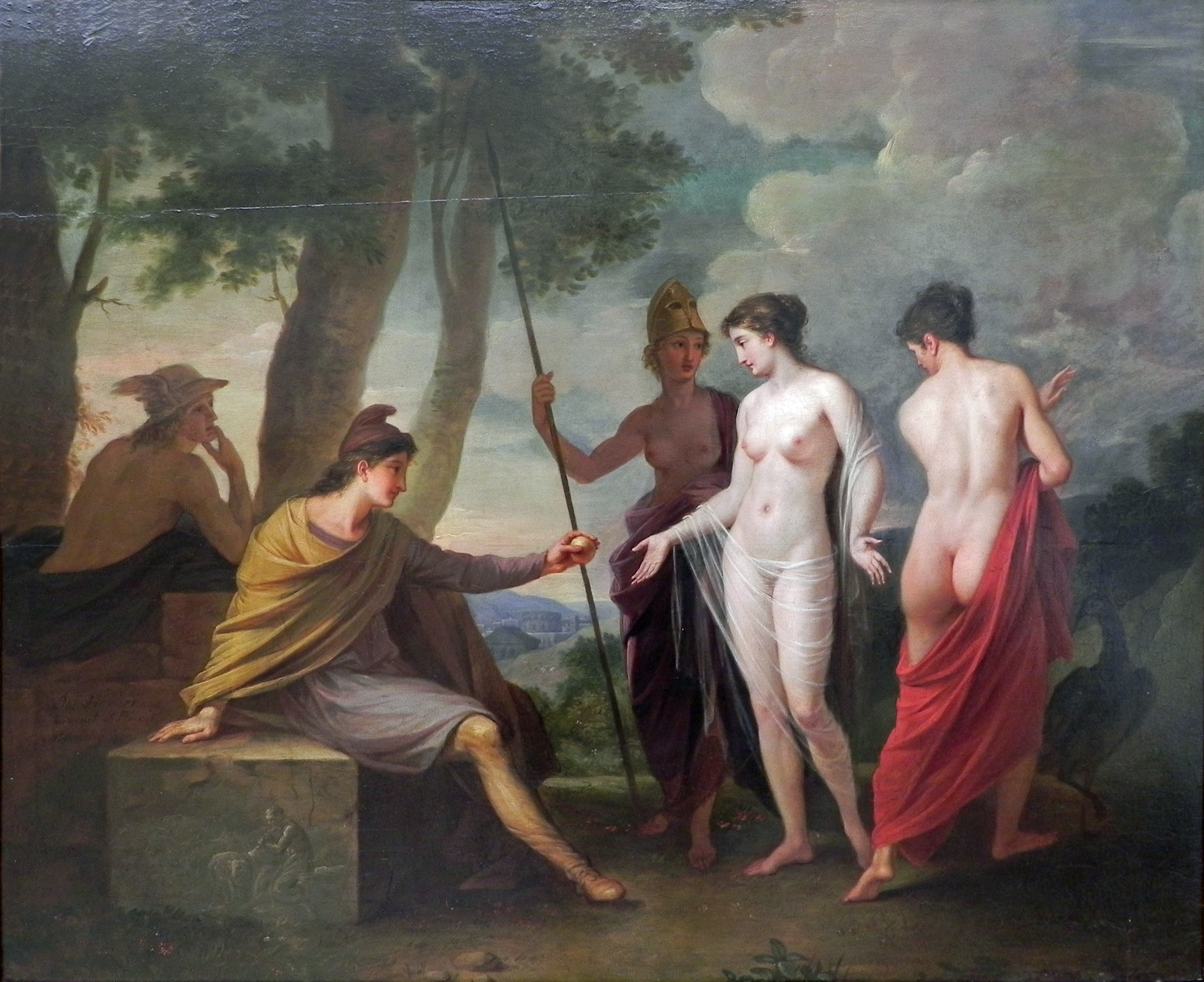
Das Urteil des Paris (Neue Pinakothek, München), 1819

- 15 Rosenkranzgeheimnisse, Öl auf Blech, Pfarrkirche St. Martin in Missen
- Rosenkranzgeheimnisse in versilberten hölzernen Rocaillekartuschen, Marienkapelle Geratsried
- Christus in Emmaus (1810)
- Die Familie Scheichenpflug (1811)
- Venus und Adonis
- Die heilige Maria Magdalena
- Altargemälde der Kirche St. Leodegar in Altmannstein-Mendorf
- Altargemälde in der Pfarrkirche St. Jakob in Dachau[1]
- Porträt Johann Ev. Hierl, Büchlbräu, München 1825, ausgestellt 1906 auf der Jahrhundertausstellung deutscher Kunst in Berlin
- Porträt Eva Hierl. geb. Lauterer, Büchlbräuin, 1825
- Seitenaltarbilder in der Pfarrkirche St. Florian in Fraunberg
- Seitenaltarbilder in der Pfarrkirche St. Vitus in Iffeldorf, signiert 1822